# Raquel Revuelta Armengou
Raquel Revuelta Armengou (Sevilla, 14 de julio de 1967) es una modelo, presentadora, actriz y empresaria española.

## Biografía
Hija de un reputado médico y neurocirujano sevillano, estudió en el colegio San José (Sevilla). 
Saltó a la popularidad tras ganar el concurso de Miss España en 1989. Los años siguientes se dedicó al mundo de la moda, aunque empezó a hacer incursiones en televisión como presentadora: Colaboró en el programa de María Teresa Campos Ésta es su casa (1990-1991) y en La 1 y condujo desde Sevilla el concurso de la FORTA Olé tus vídeos en 1992-1993. Pero también probó suerte como actriz participando en la serie Compuesta y sin novio (1994), protagonizada por Lina Morgan para Antena 3.
Posteriormente trabajó como relaciones públicas de la productora de cine y TV Ábaco y abrió una agencia de modelos en su ciudad natal: Doble Erre. Precisamente, en relación con ésta, se vio envuelta en una polémica cuando en 1993 el diario El Mundo publicó una información relacionando a la modelo con el negocio de trata de blancas. Nueve años después el Tribunal Supremo sentenció que se había difamado a Raquel, condenando al periódico a pagar una indemnización.
En 2002 volvió a televisión para presentar un mini-espacio sobre cine, titulado  Estrenos de cartelera, que compaginó durante una temporada con el magazine De un tiempo a esta parte en Castilla-La Mancha TV. Estrenos de cartelera se emitió hasta 2007 en Telecinco y gracias a él recuperó buena parte de su popularidad debido en buena parte a su estilo sencillo y cercano de presentación, caricaturizado con enorme éxito por el actor-imitador Paco León en el programa Homo Zapping. Entre 2006 y 2007 participó en el concurso de monólogos de La Sexta El club de Flo. En 2014 y 2015 fue invitada y colaboradora en Sálvame para ayudar a los colaboradores a desfilar en una pasarela. En 2018 concursa en el programa de Cuatro, Ven a cenar conmigo: Gourmet edition.

## Vida personal
Contrajo matrimonio el 9 de septiembre de 1994 con Miguel Ángel Jiménez Rodríguez (f. el 13/02/2020), padre de sus tres hijos, con el que estuvo 15 años casada y se divorció en el año 2009.

| Predecesor: Eva Pedraza | Miss España 1989 | Sucesor: Esther Arroyo |

## Premios
- 2020: recibe la medalla de la ciudad de Sevilla por su contribución a la ciudad con el Salón Internacional de Moda Flamenca[1][2]
- 2022; recibe el  Premio Belleza a la Mejor Empresaria del Mundo de la de Moda en la I edición de Premios Belleza que se celebró en el.[3]
- 2023: recibe la medalla de oro de la diputación provincial de Sevilla[4]